# Challenger Cup féminine de volley-ball 2022
Navigation
2019 2023
La Coupe Challenge féminine de volley-ball 2022 (en anglais : 2022 Volleyball Women's Challenger Cup) est la 3e édition de la Challenger Cup féminine de volley-ball, compétition organisée par la FIVB se déroulant à Zadar (Croatie) du 28 au 31 juillet 2022. Le vainqueur du tournoi est directement qualifié pour la Ligue des nations 2023 en remplacement de l'équipe de Belgique classée dernière équipe Challenger de la Ligue des nations 2022.

## Qualification
Un total de huit équipes représentant les cinq confédérations de la FIVB se qualifient pour le tournoi,.
| Pays       | Confédération | Qualifié en tant que                                                 | Qualifié le    | Apparitions précédentes | Apparitions précédentes | Apparitions précédentes | Meilleure performance |
| Pays       | Confédération | Qualifié en tant que                                                 | Qualifié le    | Total                   | Première                | Dernière                | Meilleure performance |
| ---------- | ------------- | -------------------------------------------------------------------- | -------------- | ----------------------- | ----------------------- | ----------------------- | --------------------- |
| Kazakhstan | AVC           | Équipe avec le meilleur classement AVC                               | 31 mars 2022   | 0                       | Aucune participation    | Aucune participation    | Aucune participation  |
| Cameroun   | CAVB          | 1re au classement CAVB                                               | 31 mars 2022   | 0                       | Aucune participation    | Aucune participation    | Aucune participation  |
| Tchéquie   | CEV           | Équipe avec le meilleur classement CEV                               | 31 mars 2022   | 1                       | 2019                    | 2019                    | Finaliste (2019)      |
| Colombie   | CSV           | Équipe avec le meilleur classement CSV                               | 31 mars 2022   | 1                       | 2018                    | 2018                    | Finaliste (2018)      |
| Porto Rico | NORCECA       | Équipe avec le meilleur classement NORCECA                           | 31 mars 2022   | 1                       | 2018                    | 2018                    | 3e place (2018)       |
| Croatie    | CEV           | Pays hôte                                                            | 8 avril 2022   | 1                       | 2019                    | 2019                    | 4e place (2019)       |
| France     | CEV           | Vainqueur de la Ligue européenne 2022                                | 19 juin 2022   | 0                       | Aucune participation    | Aucune participation    | Aucune participation  |
| Belgique   | CEV           | Équipe Challenger la moins bien classée de la Ligue des nations 2022 | 3 juillet 2022 | 0                       | Aucune participation    | Aucune participation    | Aucune participation  |

## Format
La formule du tournoi 2022 prévoit des matches simples disputés sur une phase à élimination directe (quarts de finale, demi-finales et finale). Le pays hôte (Croatie) et les trois équipes les mieux classées au classement FIVB du 3 juillet 2022 sont désignées têtes de série pour les confrontations en quarts de finale. La Croatie affronte l'équipe la moins bien classée. Les six équipes restantes sont rangées suivant leur classement mondial : la mieux classée affronte la moins bien classée, la deuxième affronte la cinquième et la troisième affronte la quatrième. L'équipe vainqueure de la compétition se qualifie pour la Ligue des nations 2023
.
| Match             | Têtes de série (rang FIVB) | Non-têtes de série (rang FIVB) |
| ----------------- | -------------------------- | ------------------------------ |
| Quart de finale 1 | Croatie (hôte)             | Kazakhstan (36)                |
| Quart de finale 2 | Belgique (12)              | Tchéquie (23)                  |
| Quart de finale 3 | Colombie (17)              | France (22)                    |
| Quart de finale 4 | Porto Rico (18)            | Cameroun (20) (forfait)        |

L'équipe du Cameroun déclare forfait à la suite d'un problème de visas pour rentrer sur le territoire croate.

## Lieu
| Tous les matches     |
| -------------------- |
| Zadar, Croatie       |
| Salle Krešimir Ćosić |
| Capacité : 7 847     |
|                      |

## Phase finale
- Fuseau horaire : UTC+02:00 (CEST)

|  | Quarts de finale  | Quarts de finale  |                   |                   | Demi-finales           | Demi-finales           |   |  | Finale            | Finale            |
|  | Quarts de finale  | Quarts de finale  |                   |                   | Demi-finales           | Demi-finales           |   |  | Finale            | Finale            |
|  |                   |                   |                   |                   |                        |                        |   |  |                   |                   |
|  | 28 juillet à 20 h | 28 juillet à 20 h |                   |                   | 30 juillet à 17 h      | 30 juillet à 17 h      |   |  | 31 juillet à 20 h | 31 juillet à 20 h |
|  | 28 juillet à 20 h | 28 juillet à 20 h |                   |                   | 30 juillet à 17 h      | 30 juillet à 17 h      |   |  | 31 juillet à 20 h | 31 juillet à 20 h |
|  | Croatie           | 3                 |                   |                   | 30 juillet à 17 h      | 30 juillet à 17 h      |   |  | 31 juillet à 20 h | 31 juillet à 20 h |
|  | Croatie           | 3                 |                   |                   | 30 juillet à 17 h      | 30 juillet à 17 h      |   |  | 31 juillet à 20 h | 31 juillet à 20 h |
|  | Kazakhstan        | 0                 |                   |                   | 30 juillet à 17 h      | 30 juillet à 17 h      |   |  | 31 juillet à 20 h | 31 juillet à 20 h |
|  | Kazakhstan        | 0                 | Croatie           | 3                 |                        |                        |   |  | 31 juillet à 20 h | 31 juillet à 20 h |
|  | 29 juillet à 20 h |                   | Croatie           | 3                 |                        |                        |   |  | 31 juillet à 20 h | 31 juillet à 20 h |
|  |                   | Porto Rico        | 1                 |                   |                        |                        |   |  | 31 juillet à 20 h | 31 juillet à 20 h |
|  | Porto Rico        | Porto Rico        | 1                 | 3                 |                        |                        |   |  | 31 juillet à 20 h | 31 juillet à 20 h |
|  | Porto Rico        |                   |                   | 3                 |                        |                        |   |  | 31 juillet à 20 h | 31 juillet à 20 h |
|  | Cameroun          | 0                 |                   |                   |                        |                        |   |  | 31 juillet à 20 h | 31 juillet à 20 h |
|  | Cameroun          | 0                 | Croatie           | 3                 |                        |                        |   |  |                   |                   |
|  | 28 juillet à 17 h |                   | Croatie           | 3                 |                        |                        |   |  |                   |                   |
|  |                   | Belgique          | 1                 |                   |                        |                        |   |  |                   |                   |
|  | Belgique          | Belgique          | 1                 | 3                 |                        |                        |   |  |                   |                   |
|  | Belgique          | 30 juillet à 20 h |                   | 3                 |                        |                        |   |  |                   |                   |
|  | Tchéquie          | 0                 |                   |                   |                        |                        |   |  |                   |                   |
|  | Tchéquie          | 0                 | Belgique          | 3                 |                        |                        |   |  |                   |                   |
|  | 29 juillet à 17 h | 29 juillet à 17 h | Belgique          | 3                 | Match pour la 3e place | Match pour la 3e place |   |  |                   |                   |
|  | 29 juillet à 17 h | 29 juillet à 17 h |                   | Colombie          | Match pour la 3e place | Match pour la 3e place | 1 |  |                   |                   |
|  | Colombie          | 3                 | 31 juillet à 17 h | 31 juillet à 17 h |                        |                        | 1 |  |                   |                   |
|  | Colombie          | 3                 | 31 juillet à 17 h | 31 juillet à 17 h |                        |                        |   |  |                   |                   |
|  | France            | 2                 |                   | Porto Rico        | 3                      |                        |   |  |                   |                   |
|  | France            | 2                 |                   | Porto Rico        | 3                      |                        |   |  |                   |                   |
|  |                   |                   |                   |                   |                        |                        |   |  | Colombie          | 1                 |
|  |                   |                   |                   |                   |                        |                        |   |  | Colombie          | 1                 |

## Classement final
| Rang               | Équipe     |
| ------------------ | ---------- |
| Médaille d'or      | Croatie    |
| Médaille d'argent  | Belgique   |
| Médaille de bronze | Porto Rico |
| 4                  | Colombie   |
| 5                  | France     |
| 6                  | Tchéquie   |
| 7                  | Kazakhstan |
| 8                  | Cameroun   |

- Qualifiée pour la Ligue des nations 2023.